# Nyodes bergeri
Nyodes bergeri là một loài bướm đêm trong họ Noctuidae.